# Munnopsurus arcticus
Munnopsurus arcticus är en kräftdjursart som beskrevs av Richardson 1912. Munnopsurus arcticus ingår i släktet Munnopsurus och familjen Munnopsidae. Inga underarter finns listade i Catalogue of Life.